# 브라질페퍼나무
브라질페퍼나무(영어: Brazilian pepper tree, 학명: Schinus terebinthifolia 스키누스 테레빈티폴리아[*])는 옻나무과의 상록 활엽수이다.

## 분포
남아메리카에 분포한다. 원산지는 브라질, 아르헨티나, 우루과이, 파라과이이다.

## 종내 분류군
- S. terebinthifolia var. acutifolia Engl.
- S. terebinthifolia var. pohliana Engl.
- S. terebinthifolia var. rhoifolia (Mart.) Engl.

## 이용

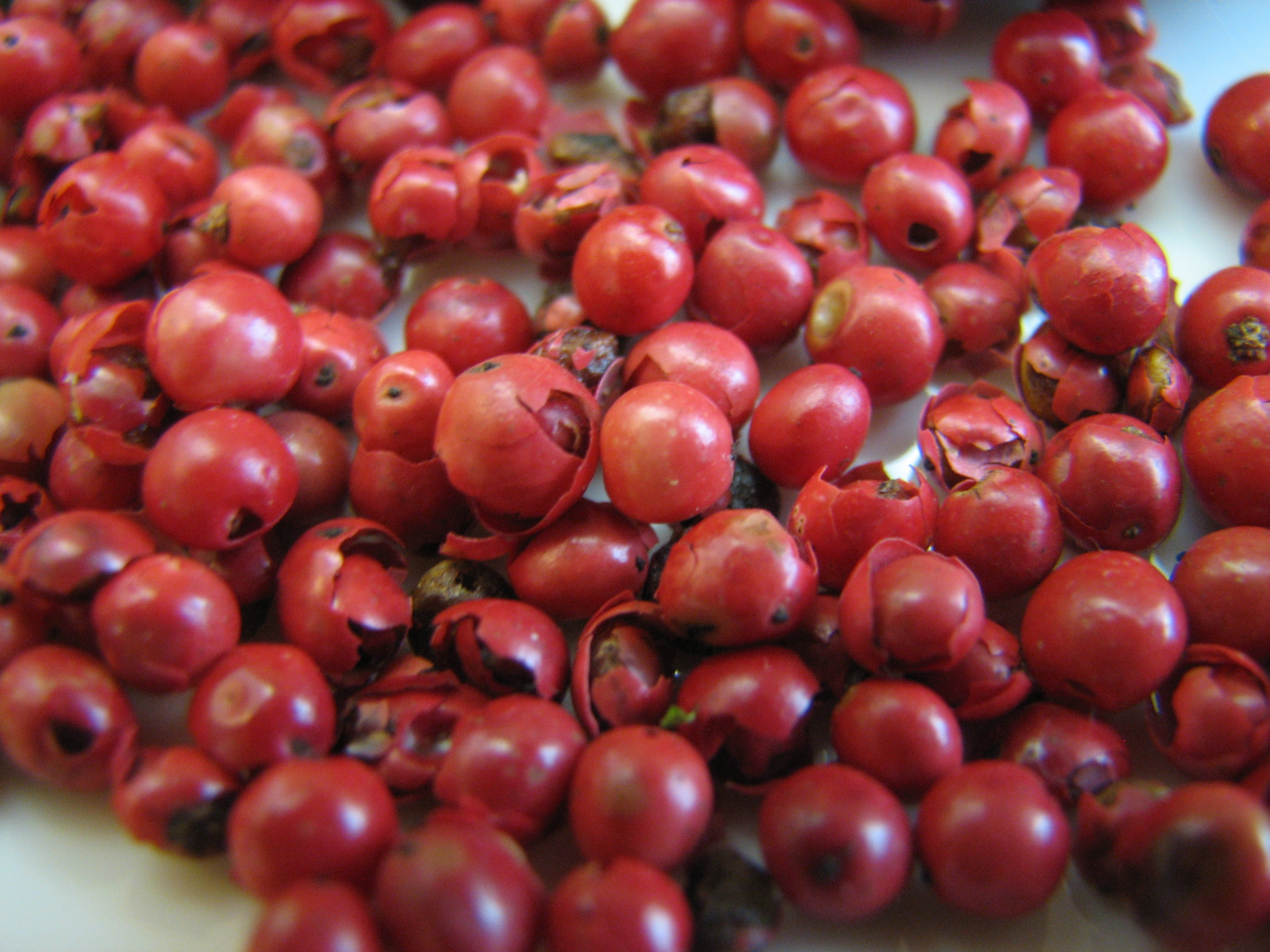
열매